# Anniken Huitfeldt
Anniken Scharning Huitfeldt (født 29. november 1969 i Bærum) er en norsk politiker (Ap). Hun var Norges udenrigsminister i Regeringen Jonas Gahr Støre fra 2021 til 2023. Tidligere havde hun været børne- og ligestillingsminister i Regeringen Jens Stoltenberg II fra 2008 til 2009, kulturminister fra 2009 til 2012 og arbejdsminister 2012 til 2013. Hun er uddannet historiker, og har været forsker ved Fafo, samt bestyrelsesmedlem i Red Barnet 2001–2007. Huitfeldt har siddet i Stortinget for Akershus siden 2005.

## Baggrund
Huitfeldt er datter af dommer Iver Huitfeldt (1943–) og lektor Sidsel Scharning (1940–1990). Hun kommer fra Jessheim i Akershus. Hun tilhører den dansk-norske adelsslægt Huitfeldt (udtales hvittfelt), og er niece af Høyre-politikeren Fritz Huitfeldt. Anniken Huitfeldt er uddannet cand.philol. med hovedfag indenfor historie fra Universitetet i Oslo. Hun er gift og har tre børn.

## Politisk karriere
Hun var næstformand i Arbeidernes Ungdomsfylking (AUF) fra 1994 til 1996, og leder fra 1996 til 2000. Huitfeldt var supleant til Stortinget i perioderne 1993–1997 og 2001–2005. Hun har været valgt ind på eget mandat i periodene 2005–2009 og 2009–2013. Hun er hovedbestyrelsesmedlem i Arbeiderpartiet, og formand i Arbeiderpartiets kvinnenettverk. Huitfeldt blev 29. februar 2008 udnævnt til børne- og ligestillingsminister. Ved stortingsvalget 2009 blev Huitfeldt genvalgt til Stortinget og udnævnt som ny minister i Kulturdepartementet.